# Antodice abstrusa
Antodice abstrusa är en skalbaggsart som beskrevs av Lane 1940. Antodice abstrusa ingår i släktet Antodice och familjen långhorningar. Inga underarter finns listade i Catalogue of Life.